# Langdon Hills
Langdon Hills is een plaats en civil parish in het bestuurlijke gebied Basildon, in het Engelse graafschap Essex.